# Bitwa w Borach Tucholskich
Bitwa w Borach Tucholskich – bitwa kampanii wrześniowej, stoczona pomiędzy 1 a 5 września 1939. 

## Przebieg

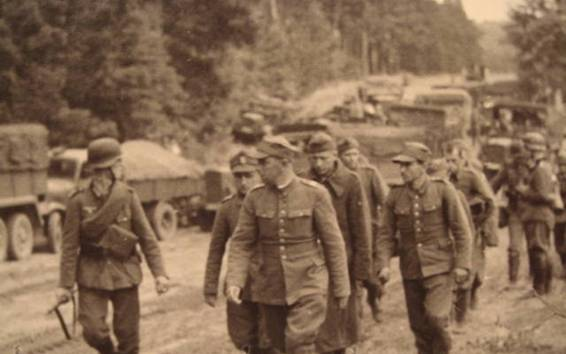
Polscy żołnierze wzięci do niewoli w czasie bitwy

Formacje 4 Armii niemieckiej (Gunther von Kluge) miały za zadanie nawiązać połączenie pomiędzy Rzeszą a Prusami Wschodnimi. Polacy zamierzali wycofać z Borów Tucholskich formacje należące do rozwiązanego pod koniec sierpnia Korpusu Interwencyjnego – przede wszystkim 27 Dywizję Piechoty.
Dowódca Armii „Pomorze”, generał Władysław Bortnowski wysłał na pomoc 27 Dywizji część swoich sił – przede wszystkim 9 Dywizję Piechoty. Nastąpiły krwawe walki pomiędzy polskimi pułkami starającymi się otworzyć drogę odwrotu na południe a niemieckimi oddziałami zmechanizowanymi dążącymi na wschód. 
27 Dywizja została wycofana na południe (uzupełniono ją 6 – 8 września), lecz z 9 Dywizji uratował się jeden pułk (w następnych dniach odtworzono kolejny).
4 Armia niemiecka przebiła się do Prus Wschodnich, co pozwoliło na użycie XIX Korpusu gen. Guderiana do ataku na Brześć nad Bugiem. 
Walki żołnierza polskiego w Borach Tucholskich zostały upamiętnione na Grobie Nieznanego Żołnierza w Warszawie napisem na jednej z tablic po 1945 r. i po 1990 r. „BORY TUCHOLSKIE 1 – 3 IX 1939".